# Blyth-jégmadár
A Blyth-jégmadár (Alcedo hercules) a madarak osztályának szalakótaalakúak (Coraciiformes)  rendjébe és a jégmadárfélék (Alcedinidae) családjába tartozó faj.

## Rendszerezése
A fajt Alfred Laubmann német zoológus és ornitológus írta le 1917-ben. Magyar nevét Edward Blyth angol zoológusról kapta.

## Előfordulása
Dél- és Délkelet-Ázsiában, Banglades, Bhután, Kína, India, Laosz, Mianmar, Nepál, Thaiföld és Vietnám területén honos. Kóborlásai során eljut Bangladesbe és Nepálba is. 
Természetes élőhelyei a szubtrópusi és trópusi síkvidéki esőerdők, folyók és patakok környékén. Állandó, nem vonuló faj.

## Megjelenése
Testhossza 22 centiméter.

## Természetvédelmi helyzete
Az elterjedési területe még elég nagy, de csökken, egyedszáma pedig szintén csökken. A Természetvédelmi Világszövetség Vörös listáján mérsékelten fenyegetett fajként szerepel.